# Le Locheur
Le Locheur è un ex comune francese di 280 abitanti situato nel dipartimento del Calvados nella regione della Normandia. Nel 1832 è stato riunito con l'antico comune di Arry. Dal 1º gennaio 2017 è stato accorpato con i comuni di Noyers-Missy e Tournay-sur-Odon per formare il comune di Val d'Arry, del quale costituisce comune delegato.  

## Monumenti e luoghi d'interesse
Nella località di Arry si trova il Manoir d'Arry.

## Società

### Evoluzione demografica
Abitanti censiti